# Madlib
Madlib, de son vrai nom Otis Jackson Jr., né le 24 octobre 1973 à Oxnard en Californie, est un artiste et créateur américain de hip-hop très largement influencé par le jazz et notamment par Sun Ra. Ses parents étaient également musiciens. Il vit actuellement à Los Angeles. Madlib se décrit comme un « DJ d'abord, un producteur ensuite, et un MC ensuite. »

## Biographie

### Jeunesse et débuts
Madlib est né à Oxnard, en Californie, de parents musiciens Otis Jackson, Sr. et Dora Sinesca Jackson. Son petit frère Michael est rappeur et musicien sous le pseudonyme de Oh No (en). Son oncle est le trompettiste Jon Faddis. Il possède quatre tonnes de disques, stockés dans quatre pièces.
Madlib fait ses premiers pas dans la musique à la fin des années 1990, période durant laquelle il forme un petit collectif local avec qui il travaille dans son studio Crate Diggas Palace à Oxnard. Ce collectif se compose principalement d'amis et sera connu sous le nom de CDP. La première apparition commerciale de Madlib s'effectue aux côtés du groupe Tha Alkaholiks en 1993 sur leur album 21 and Over. Il enregistrera ensuite seul aux côtés de son groupe Lootpack avec Wildchild (en) et DJ Romes. Ils produisent également le deuxième album du groupe Tha Alkaholiks, Coast II Coast en 1995.
Le premier EP de Lootpack, Psyche Move, est publié en 1996 sur le label Crate Digger's Palace, fondé par le père de Madlib. Cet opus attire l'attention du producteur et disc jockey Peanut Butter Wolf, fondateur du label Stones Throw Records. La signature du groupe sur ce label se concrétise par la sortie en 1999 de Soundpieces: Da Antidote.

### Divers albums et collaborations (1999–2009)
En 2000, Madlib publie son premier album solo, The Unseen, sous le pseudonyme de Quasimoto, au label Stones Throw. Pour cet album, Madlib/Quasimoto enregistre sa voix sur des rythmes au ralenti, le tout est accéléré par la suite pour rendre la voix haut-perchée caractéristique de Quasimoto. L'album est bien accueilli par la presse spécialisée, et nommé par le magazine Spin comme l'un des meilleurs albums de l'année 2000.
En 2001, Madlib se lance dans le jazz sous son nom officiel, Otis Jackson Jr., au sein du groupe Yesterdays Universe. Il publie plusieurs albums dont un hommage à Stevie Wonder en 2002. Ce groupe de jazz est en réalité fictif, puisqu'il joue tous les instruments, sous divers alias avec lesquels il sortira des EPs comme Ahmad Miller et l'EP Say Ah!. Le style est très mystérieux : du free jazz basé sur des percussions et sur du Fender Rhodes. Toujours autour du jazz, il publie un album de remixes, Shades of Blue, sur le célèbre label Blue Note Records le 24 juin 2003. L'album mêle remixes de standards du label et réinterprétations personnelles d'autres classiques comme Song for My Father, en hommage à son père. Shades of Blue se classe 8e du classement Billboard Top Contemporary Jazz et 9e des Top Contemporary Jazz Albums. Le 4 novembre 2002, il publie un nouvel album solo, Blunted in the Bomb Shelter Mix. Peu après, il collabore avec deux MCs et producteurs, J Dilla et MF DOOM, et publie deux albums, Champion Sound en collaboration avec J Dilla en 2003 (ré-édité en 2007 en double album) et Madvillainy en 2004. Madvillainy est particulièrement bien accueilli par la presse spécialisée.
Quasimoto publie ensuite un nouvel album, The Further Adventures of Lord Quas, le 2 mai 2005, classé 174e du Billboard 200, et également acclamé par la presse spécialisée. Fin 2006, il collabore avec le rappeur Talib Kweli. Il en résulte un maxi de neuf titres, intitulé Liberation, publié le 31 décembre 2006, sur lequel Talib Kweli rappe et Madlib compose les morceaux. L'album est mis en téléchargement, dès le 1er janvier 2007, sur le site Internet de Stones Throw Records avant d'être édité en vinyle et CD.

### De Madlib Invazion àPiñata(depuis 2010)
En artiste à la créativité infinie[Interprétation personnelle ?], Madlib publie régulièrement des volumes venant compléter la désormais très riche collection des Beat Konducta dont les volumes 3 et 4 : Beat Konducta in India, où le trublion de l’écurie Stones Throw réinvente, rafraîchît des bandes sons venues de Bollywood pour livrer une excursion musicale au groove très oriental. Madlib s’associe en 2008 à Ivan Conti (ex-membre du groupe de jazz brésilien Azymuth). Cette fusion donne naissance à Jackson Conti et le projet est Sujinho.  Sa férocité musicale se potentialise donc au contact de la pléthorique collection de sonorités qu’offre le Brésil. Le Beat Konducta est un globetrotteur, c’est en 2010 qu’il nous livre un Medicine Show très lusitanien (Medicine Show vol.2 : Flight to Brazil). Décidément, ce pays lui réussit et un second opus de la collection nommé Beat Konducta in Africa, où l’enfant d’Oxnard opère un pèlerinage musical sur la terre d’Afrique, berceau de rythmes et de sonorités dont ce beatmaker a su redorer le blason.
Il termine en mars 2012 la série des Medicine Show, comprenant finalement treize albums (au lieu des douze prévus initialement) ; en réalité, la série compte quatorze titres si l'on[Qui ?] compte le #12/13, vinyl qui a été pressé pour la tournée et qui regroupe des morceaux du #12 et du #13. Ce travail titanesque regroupe, une année durant, les divers styles de Madlib : du pur hip-hop (Medicine Show 1), un Beat Konducta (Medicine Show 3), du mix (Medicine Show 2, 10...), du jazz dans le style du Yesterdays New Quintet (Medicine Show 7: High Jazz) et des remixes (Medicine Show 13: Black Tape). Au fil de ces albums apparaissent les grandes figures de la discographie de Madlib : son ami défunt Jay Dee, MF DOOM, M.E.D, les grands jazzmen auxquels il rend hommage (Miles Davis, John Coltrane, Herbie Hancock), son poète préféré, Sun Ra, son frère Oh No, et bien d'autres. C'est pourquoi il est possible de considérer les Medicine Show comme une encyclopédie du talent et de la créativité de Madlib.

## Discographie

### Madlib
- 2000 : Madlib Remixes (EP)
- 2002 : Blunted in the Bomb Shelter
- 2003 : Shades of Blue (LP)
- 2004 : Madlib Remixes 2 (LP)
- 2004 : Mind Fusion Vol. 1
- 2004 : Mind Fusion Vol. 2
- 2005 : Mind Fusion Vol. 3
- 2005 : Beat Konducta Vol. 1: Movie Scenes (LP)
- 2005 : Sound Directions: The Funky Side of Life
- 2006 : Mind Fusion Vol. 4
- 2006 : Mind Fusion Vol. 5
- 2006 : Beat Konducta vol. 1&2 Movie Scenes
- 2007 : Beat Konducta in India (Vol. 3-4)
- 2007 : The Other Side Los Angeles
- 2008 : WLIB AM: King of the Wigflip
- 2008 : Beat Konducta - Vol. 5&6 : A Tribute to J Dilla ... (CD)
- 2010 : Madlib Medicine Show #1: Before The Verdict (LP)
- 2010 : Madlib Medicine Show #2: Flight To Brazil
- 2010 : Madlib Medicine Show #3: Beat Konducta In Africa (LP)
- 2010 : Madlib Medicine Show #4: 420 Chalice All Stars
- 2010 : Madlib Medicine Show #5: History of the Loop Digga, 1990-2000 (LP)
- 2010 : Madlib Medicine Show #6: The Brain Wreck Show
- 2010 : Madlib Medicine Show #7: High Jazz (LP)
- 2010 : Madlib Medicine Show #8: Advanced Jazz
- 2011 : Madlib Medicine Show #10: Black Soul
- 2011 : Madlib Medicine Show #11: Low Budget Hi-Fi Music (LP)
- 2011 : Madlib Medicine Show #9: Channel 85 presents Nittyville (LP)
- 2011 : Madlib Medicine Show #12: Raw Medicine: Madlib remixes
- 2011 : Madlib Medicine Show #12/13: Filthy Ass Remixes[18]
- 2012 : Madlib Medicine Show #13: The Black Tape
- 2013 : Rock Konducta Pt.1
- 2014 : Rock Konducta Pt.2
- 2021 : Sound Ancestors

### Lootpack
- 1995 : Psyche Move (EP)
- 1998 : The Anthem (EP)
- 1999 : Questions (Single)
- 1999 : Whenimondamic (Single)
- 1999 : Soundpieces: Da Antidote (LP)
- 1999 : Soundpieces: Da Instrumentals (LP)
- 2000 :  Weededed (Single)
- 2002 : On Point (Single)
- 2004 : The Lost Tapes

### Quasimoto
- 2000 : The Unseen (LP)
- 2000 : The Unseen Instrumentals (LP)
- 2000 : Basic Instinct (EP)
- 2005 : The Further Adventures Of Lord Quas (LP)
- 2013 : Yessir Whatever (LP)
- Lord Quas Bootleg Reloaded (Mixtape)
- Aka Mathe Matics

### Yesterday's New Quintet
- 2001 : Angles Without Edges (LP)
- 2004 : Stevie (LP)
- 2004 : Monk Hughes & The Outer Realm - A Tribute to Brother Weldon (LP)
- 2004 : Ugly Beauty
- 2005 : Sound Directions: The Funky Side of Life
- 2007 : Yesterday Universe Vol 1

### Jaylib
- 2003 : Champion Sound (LP)
- 2003 :  Champion Sound Instrumentals (LP)
- 2005 : Outtakes
- 2007 : Champion Sound Deluxe (Double album)

### MadGibbs (avec Freddie Gibbs)
- 2014 : Piñata
- 2019 : Bandana

### Madvillain (avec MF DOOM)
- 2004 : Madvillainy (LP)
- 2004 : Madvillainy Instrumentals (LP)
- 2008 : Madvillain - Madvillainy 2: The Madlib Remix (LP)

### Avec Talib Kweli
- 2007 : Liberation (EP)

### Jackson Conti (avec Mamão)
- 2008 : Sujinho Album Jazz - Madlib and Ivan Conti, le batteur du groupe Azymuth.

### DJ Rels
- 2004 : Theme for a Broken Soul (LP)

### Albums collaboratifs
- Lootpack - Psyche Move 12-inch EP and CD (1995) CDP
- Lootpack - The Anthem 12-inch (1998)
- Lootpack - Whenimondamic 12-inch (1999)
- Lootpack - Anthem Remix 7-inch Groove Attack
- Lootpack - Soundpieces: Da Antidote CD/LP (1999)
- Lootpack - Soundpieces: Da Instrumentals LP (1999)
- Lootpack - Bone Marrow from Strength Magazine's Subtext (1999) London
- Madlib Invazion - Interludes from Strength Magazine's Subtext (1999) London
- Quasimoto - Hittin Hooks 7-inch (1999)
- Quasimoto - Microphone Mathematics 12-inch (1999)
- Quasimoto - Come On Feet 12-inch (2000)
- Lootpack - Weededed 12-inch (2000)
- Quasimoto - The Unseen CD/LP (2000)
- Quasimoto - Unseen Instrumentals CD/LP (2000)
- Quasimoto - Basic Instinct 12-inch (2000)
- Madlib - Madlib Invazion 7-inch (2000)
- Yesterdays New Quintet - Elle's Theme 12-inch EP (2001)
- Yesterdays New Quintet - The Bomb Shelter 7-inch EP (2001)
- Madlib - 6 Variations of In the Rain from Bunky's Pick 12-inch (2001)
- Yesterdays New Quintet - Uno Esta 12-inch EP (2001)
- Yesterdays New Quintet - Rocket Love 7-inch (2001)
- Yesterdays New Quintet - Angles Without Edges CD/LP (2001)
- Beat Konducta - Beat Konducta Vol. 0: Earth Sounds 7-inch EP (2001)
- Yesterdays New Quintet - Heaven Must Be Like This from Rewind 12-inch, CD/LP (2002) Ubiquity
- Quasimoto - Astronaut 12-inch (2002) Antidote Records
- Madlib - LAX To JFK from Stones Throw Summer (2002) LP (2002)
- Quasimoto - Green Power (Original Version) from Stones Throw Summer (2002) LP (2002)
- Peanut Butter Wolf & Madlib - v/a Rawcore from Constant Elevation CD/LP (2002) Astralwerks
- Lootpack - On Point 7-inch (2002)
- Joe McDuphrey Experience - Experience 12-inch EP (2002)
- Yesterdays New Quintet - Deja Vu from Rewind 2 CD/LP (2002) Ubiquity
- Yesterdays New Quintet - The Meaning of Love 7-inch (2002)
- Ahmad Miller - Say Ah! 12-inch EP (2003)
- Madlib - Theme For Fergus 7-inch
- Yesterdays New Quintet - Suite for Weldon EP (2003)
- Wildchild - Secondary Protocol CD/LP (2003)
- Wildchild - Secondary Instrumentals LP (2003)
- Jaylib - The Red 12-inch (2003)
- Madlib - Shades of Blue CD/LP (2003) Blue Note
- Yesterdays New Quintet - Nuclear War from Dedication: The Myth Lives On CD/LP, 7-inch (2003) *Kindred Spirits
- Sound Directions - Skyscrapers 7-inch
- Jaylib - Champion Sound & Strip Club 12-inch (2003)
- Jaylib - Champion Sound CD/LP (2003)
- Jaylib - Champion Sound Instrumentals LP (2003)
- Jaylib - Ice & Raw Addict 12-inch (2003)
- Madvillain - Money Folder & America's Most Blunted 12-inch (2003)
- Madlib - Slim's Return 12-inch (2003) Blue Note
- DJ Rels - Diggin In Brownswood 12-inch (2003)
- Madvillain - Curls & All Caps 12-inch/CD (2004)
- Madvillain - Madvillainy CD/LP (2004)
- Madvillain - Madvillainy Instrumentals LP (2004)
- Madvillain - One Beer 7-inch (2004)
- Yesterdays New Quintet - Stevie CD/LP (2004)
- DJ Rels - Broken Soul 12-inch (2004)
- Malik Flavors - Ugly Beauty 12-inch EP (2004)
- Jaylib - McNasty Filth & Pillz 12-inch/CD single (2004)
- Monk Hughes & The Outer Realm - Tribute To Brother Weldon (2004)
- DJ Rels - Theme For A Broken Soul 2004
- Joe McDuphrey Experience - Entrando pela Janela from Keepintime 12-inch #2 12-inch EP (2004)
- Various - 5 tracks from Stones Throw 100 CD/12-inch EP (2004)
- Madvillain - Figaro (Remix) from Stones Throw 101 CD/DVD (2004)
- Quasimoto - Broad Factor 12-inch (2004)
- Quasimoto - Rappcats & Bus Ride 12-inch (2005)
- Quasimoto - The Further Adventures of Lord Quas CD/LP (2005)
- Quasimoto - The Further Instrumentals LP (2005)
- Quasimoto - The Front 7-inch (2005)
- Madlib - Beat Konducta Volume 1: Movie Scenes LP (2005)
- Sound Directions - The Horse 12-inch (2005)
- Sound Directions - The Funky Side of Life CD/LP (2005)
- Young Jazz Rebels - Miss K from The Sound of L.A. Vol. 2 12-inch EP (2006) Plug Research
- Madlib - Beat Konducta Vol. 1-2: Movie Scenes CD (2006)
- Madlib - Beat Konducta Volume 2: Movie Scenes, the Sequel LP (2006)
- Madlib - Beat Konducta: The Untitled Bonus 45 7-inch (2006)
- Various - various titles from Chrome Children CD/LP (2006)
- Talib Kweli & Madlib - Liberation CD/LP (2007)
- Various - various titles from Hella International 12-inch (2007)
- Beat Konducta - various titles from Chrome Children Vol. 2 CD (2007)
- Sound Directions - Wildflower from From L.A. With Love CD (2007) Art Dont Sleep
- Jaylib - Champion Sound (Deluxe Edition) CD (2007)
- Otis Jackson Jr. Trio - Jewelz 12-inch EP (2007)
- Madlib - Beat Konducta Volume 3: Beat Konducta in India LP (2007)
- Various - Yesterdays Universe CD/LP (2007)
- The Last Electro-Acoustic Space Jazz & Percussion Ensemble - Summer Suite CD (2007)
- Madlib - Beat Konducta Volume 4: Beat Konducta in India LP (2007)
- Madlib - Beat Konducta Volume 3-4: Beat Konducta in India CD (2007)
- Various - various titles from B-Ball Zombie War CD/LP (2007)
- Supreme Team - See (Suite) 12-inch (2007)
- Jackson Conti - Sujinho CD/LP (2008) Kindred Spirits
- Jackson Conti - Upa Neguinho 7-inch (2008) Kindred Spirits
- Madvillain - Madvillainy 2: The Madlib Remix, CD/LP (2008)
- Madvillain - One Beer (Drunk Version), 7-inch (2008)
- Sound Directions - Wanda Vidal, EP digital (2008)
- Madlib - WLIB AM: King of the Wigflip CD/LP, (2008) BBE/Rapster
- Madlib - Go, 7-inch (2008) BBE/Rapster
- Madlib - Beat Konducta Volume 5: Dil Cosby Suite LP, (2008)
- Madlib - Beat Konducta Volume 6: Dil Withers Suite LP, (2008)
- Madlib - Beat Konducta Volume 5-6: A Tribute to..., CD (2009)
- Madlib - Electric Zone (Long Version)/JD & JB (Long Version), 7-inch (2009)
- MED - 100 Dollar Bills, 12-inch (2009)
- The Last Electro-Acoustic Space Jazz & Percussion Ensemble - Fall Suite, CD (2009)
- Guilty Simpson - Coroner's Music/OJ Simpson, 12-inch (2009)
- Youg Jazz Rebels - Slave Riot, CD/LP (2010)
- Madlib - Medicine Show #1: Before The Verdict CD/LP (2010)
- Madlib - Medicine Show #2: Flight To Brazil CD/LP (2010)
- Madlib - Medicine Show #3: Beat Konducta In Africa CD/LP (2010)
- Madlib - Medicine Show #4: 420 Chalice All Stars CD/LP (2010)
- Georgia Anne Muldrow - Seeds, LP (2012)